# إبينزير (ميزوري)
إبينزير (بالإنجليزية: Ebenezer)‏ هي إحدى المجتمعات الفردية (غير مصنفة) في ولاية ميزوري في الولايات المتحدة الأمريكية.